# Pakkading
Pakkading hay Pak Kading (tiếng Lào: ປາກກະດິງ [pȁːk kádìŋ] là một muang (mường) thuộc tỉnh Bolikhamsai ở trung Lào .
Pak kading có nghĩa là "Cửa sông Kading".